# 舊蘭陽大橋
舊蘭陽大橋是位於台灣宜蘭縣蘭陽溪上的一座公路鐵路兩用橋，連接宜蘭的溪南與溪北地區，已於2006年停用。此橋由宜蘭縣政府分別以2002年6月21日府文資字第0910003171號及2006年9月21日府文資字第0950005021號公告為宜蘭縣歷史建築。

## 沿革

### 日治時期

#### 建橋前概況

##### 鐵路
宜蘭線鐵路宜蘭～蘇澳段於1919年3月24日通車，其跨越濁水溪（今蘭陽溪）的橋梁以木造「假橋」（臨時橋）方式興建，計148孔（147座橋墩），長687公尺，鹿島組承建。通車當年的8月25，木造臨時橋就因暴雨河川漲水而彎曲。
木造臨時鐵路橋在1931年10月21日豪雨中又遭沖彎，隔年（1932年）10月27又被大水沖歪一次，橋墩傾斜，軌道彎曲。
由於蘭陽地區多雨，橋梁常被洪水沖毀，正巧臺灣總督府內務局自1929年起進行濁水溪治水工程，因此總督府交通局鐵道部決定趁此投入80萬圓經費，改築更堅固的鐵橋，預定1932年8月開工，以二個年度完成。

##### 公路
台灣日治時期初期，溝通宜蘭溪南與溪北地區的道路、台車道或電線，以「凱旋橋」 （页面存档备份，存于）跨越濁水溪（今蘭陽溪），1912年暴風雨時流失，隔年（1913年）2月1日重建通車，而重建後的凱旋橋又分別於1917、1918、1919年遭洪水沖失全部或一部。
之後為了方便汽車行駛，於1930年12月興建汽車用的「假橋」（臨時橋），工程費8,000圓，羅東街民檜垣豐四郎承包，隔年（1931）年1月底竣工，長169公尺（93間）、寬3.64公尺，2月2日舉行初渡式。此橋僅使用8個月餘，在1931年10月21日豪雨中遭洪水沖毀。
汽車用臨時橋沖毀後，蘭陽地區官民在1931年11月組織「濁水溪架橋期成同盟會」，向有關單位陳情重建汽車用公路橋，並建議與鐵路橋共構。同年12月4日，宜蘭街長小島仁三郎、羅東街長陳純精、頭圍長中村菊雄、壯圍長吳熖樹、五結助役等人，一同拜訪總督府總務長官木下信、交通局總長白勢黎吉、台北州知事平山泰。經過陳情後，橋梁原則以鐵公路共構方向籌辦，但公路橋的預算，須待兩年後（1933年）才能編列。
在鐵公路共構橋（舊蘭陽大橋）尚未建成前，台北州內務部土木課另案先重建一座汽車用半永久臨時橋（假橋），由該課技手祐村巖設計，採用鐵筋混凝土高架橋架形式，橋長512.7m（282間），工程費18,000圓（台北州補助與地方民眾捐款）。臨時橋由清水組得標架設，1932年3月24日開工，進度緩慢甚至停工，拖延至年底始完成，隔年（1933）年1月29日通車，並命名「凱旋橋」。此臨時橋設計與施工技術不佳，行車危險，民眾非議，後又追加500圓預算補強。
1933年3月4日，台北州官民祝賀由土木課重建的半永久臨時公路橋通車，一併慶祝鐵公路共構建橋案定案。通車典禮主要出席者為交通局總長堀田鼎、鐵道部改良課長小山三郎、道路港灣課長松本虎太、台北州知事中瀨拙夫、州土木課長前田兼雄、宜蘭街長小島仁三郎、羅東街長陳純精、蘇澳長小辻宇吉、臺北州州協議會員黃再壽（宜蘭仕紳）、前宜蘭街街長重藤幹一等人。

#### 建橋經過
鐵公路共構的舊蘭陽大橋鐵路橋部分於1932年8月28日開工興建，太田組承包，1934年2月28日竣工、3月30日鋪軌，取代原先的宜蘭線鐵路木造假橋（第一代濁水溪橋）。
於此時期，宜蘭在地官民不斷向當局陳情，希望與新建的鐵路橋一併架設人道橋（公路橋），經總督府交通局道路港灣課編列40餘萬圓經費建公路橋，1934年5月10日由高石組得標承建，6月30日開工。
1935年7月，舊蘭陽大橋的公路橋完工，25日在橋北端舉行開通典禮，由總督府交通局鐵道部改良課長小山三郎與道路港灣課技師北川幸三郎、台北州內務部長福元岩吉與該部土木課長前田兼雄、蘭陽三郡（宜蘭、羅東、蘇澳）與各街庄官民代表等出席與致詞。典禮後由羅東郡五結耆老許水泉老先生一家為首，步行渡橋。開通典禮後在宜蘭公會堂舉行慶祝大會。
舊蘭陽大橋通車後，原本的半永久臨時公路橋（假橋）便被禁止通行拆除，其部份材料旋被移作東港橋架設之用。

### 民國時期
戰後由於公路交通量的增加，舊蘭陽大橋公路橋部分由原路幅5公尺拓寬為9公尺，並在1971年8月竣工；而鐵路橋部分亦因宜蘭線鐵路單線容量不足，由臺灣鐵路管理局自1980年起辦理「宜蘭線鐵路擴建工程」，在本橋下游側新建一座單線鋼筋混凝土上承式預力梁橋（第三代濁水溪橋），並於1984年完工（原則行駛南下列車，但2002年7月起停用拆除），而既有的舊蘭陽大橋鐡路橋則更新上部鋼梁結構後繼續使用，原則行駛北上列車。
雖然舊公路橋橋面已局部拓寬，但由於交通量仍持續增加，致局部拓寬後的公路橋面仍已不敷使用，因此，在1991年8月5日新的公路用蘭陽大橋竣工通車之後，舊蘭陽大橋公路橋已不具運輸功能而停用，僅餘台鐵列車行駛鐵路橋，直至2006年6月23日蘭陽溪鐵路橋（第四代濁水溪橋）雙線通車後始停用，並拆除枕木與鋼軌。
本橋停用後，原公路橋橋面曾作為自行車專用道使用，不過目前因安全考量，已封閉橋面禁止通行。

## 設計
舊蘭陽大橋全長785公尺，計34個橋孔（33座橋墩），每孔跨度22.15公尺，下部結構為雙沉箱基礎與鋼筋混凝土橋墩、上部結構為鋼鈑梁構造（橋墩雖為鐵公路共用，但鋼鈑梁為鐵公路分開獨立架設）。此外，公路橋部分的洗石子護欄造形簡潔，表現出混凝土建築之特點，為宜蘭地區最早的現代化大型橋梁。

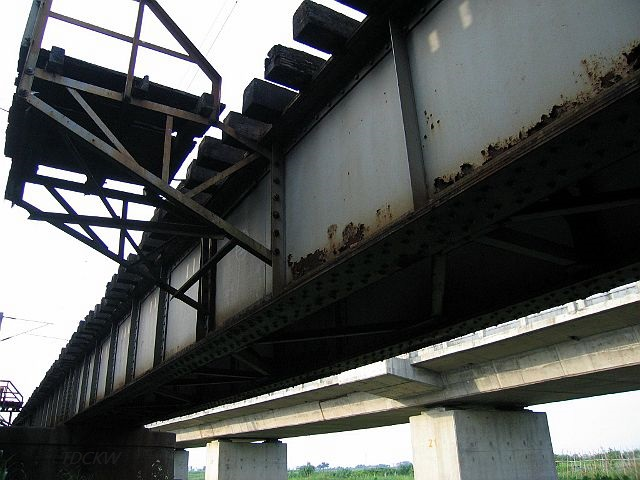
台鐵宜蘭線第二代濁水溪橋（舊蘭陽大橋）上承式鋼鈑梁與避車台。
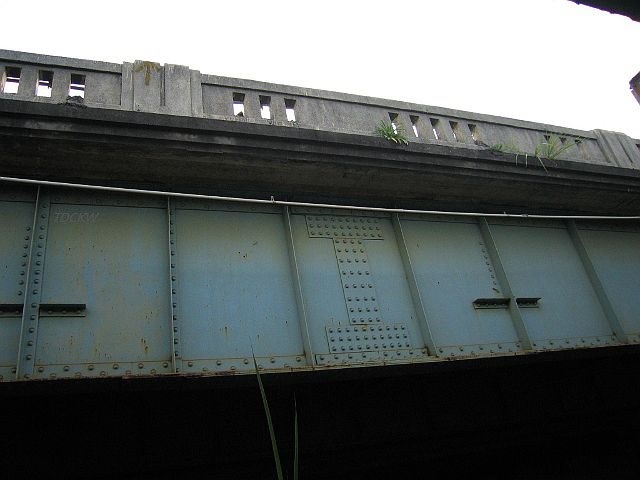
供汽車通行的省道台9線舊蘭陽大橋之上承式鋼鈑梁及橋上的舊式水泥護欄。

## 解除文資與拆除爭議
2025年5月21日，宜蘭縣政府以「不符水利法規」、「影響防洪」等原因，公告廢止舊蘭陽大橋歷史建築登錄身分，並規劃予以拆除。於是，宜蘭縣文化協會等多個團體發起連署，搶救舊蘭陽大橋保存。

## 引用資料
1. 1 2 3  臺灣省文獻委員會. . 南投縣. 1993年1月15日: 頁54 （中文（臺灣））.
2. 1 2 3 4 5  . 文化部文化資產局—國家文化資產網. （發刊日不詳）  [2018-05-20]. （原始内容存档于2018-01-17） （中文（臺灣））.
3. 1 2 3 4  臺灣總督府交通局鐵道部. . 日本國立國會圖書館數位典藏 (臺北市). 1934年12月23日: 頁191  [2020年6月5日]. （原始内容存档于2020年6月17日） （日语）.
4. ↑  鐵道部建設係長 海野斐雄，〈宜蘭線建設工事〉，《臺灣日日新報》， 1924年11月30日第8818號（宜蘭線全通紀念號）（日語）。
5. ↑  . 中央研究院 （中文（臺灣））.[]
6. ↑  臺灣總督府鐵道部. . 日本國立國會圖書館數位典藏. 1919年12月25日: 頁37  [2020年6月5日]. （原始内容存档于2020年6月17日） （日语）.
7. 1 2  . 1919年8月31日: 漢文5版 （中文（臺灣））.
8. 1 2  . 1931年10月23日: 漢文8版 （中文（臺灣））.
9. ↑  〈危い宜蘭濁水溪の鐵道線路〉，《臺灣日日新報》，1931年10月25日3版照片（日語）。
10. ↑  〈囘復間際に宜蘭線又も不通 今度は濁水溪鐵橋の橋脚が傾斜して〉，《臺灣日日新報》，1932年10月28日7版（日語）。
11. 1 2 3 4 5  . 文化部文化資產局—國家文化資產網. （發刊日不詳）  [2019-04-28]. （原始内容存档于2019-08-19） （中文（臺灣））.
12. ↑  〈宜蘭濁水溪架鐵橋 經費八十萬圓 按來月著手兩年竣工〉，《臺灣日日新報》，1932年7月21日漢文夕刊4版（繁體中文）。
13. 1 2  宜蘭縣史館：《宜蘭第一》，宜蘭縣，2010年11月，頁83～84。（繁體中文）
14. ↑  臨時臺灣土地調查局：《臺灣堡圖》宜蘭十五號「羅東」圖幅，臺北廳：臺灣日日新報社，1906（明治39）年8月5日（日語）。
15. ↑  . 中華民國（台灣）中央研究院地理資訊科學研究專題中心.   [2020-06-05]. （原始内容存档于2019-06-30） （中文（臺灣））.
16. ↑  〈宜蘭雜信(一日) 凱旋橋開通〉，《臺灣日日新報》，1913年2月5日2版（日語）。
17. ↑  〈地方近事 宜蘭 橋樑流失〉，《臺灣日日新報》，1917年8月23日3版（日語）。
18. ↑  〈宜蘭 凱旋橋落橋〉，《臺灣日日新報》，1918年10月11日4版（日語）。
19. ↑  〈蘭陽民を惱まし拔く 凱旋河に愈愈架橋 來春一月迄に竣功見込〉，《臺灣日日新報》，1930年11月27日5版（日語）。
20. ↑  〈宜蘭羅東兩郡界 凱旋河假橋將完成 蘭陽交通上益頻繁〉，《臺灣日日新報》，1931年1月16日漢文4版（繁體中文）。
21. ↑  〈宜蘭濁水溪假橋竣工 二日初渡式〉，《臺灣日日新報》，1931年2月2日漢文8版（繁體中文）。
22. ↑  〈就蘭陽濁水溪架橋 擧陳情委員八名出府 以立架設假橋為急務〉，《臺灣日日新報》，1931年11月10日漢文8版（繁體中文）。
23. ↑  〈蘭陽濁水溪 架橋陳情 八委員訪知事〉，《臺灣日日新報》，1931年11月16日漢文8版（繁體中文）。
24. ↑  〈濁水溪架橋を陳情 蘭陽三郡下代表が長官、知事を歷訪〉，《臺灣日日新報》，1931年12月5日7版（日語）。
25. ↑  〈督府の同情に陳情委員滿足 宜蘭濁水溪人道橋 昭和八年に架設〉，《臺灣日日新報》，1931年12月8日夕刊2版（日語）。
26. ↑  〈宜蘭濁水溪假橋 萬四千餘圓清水組落札〉，《臺灣日日新報》，1932年3月21日漢文8版（繁體中文）。
27. ↑  〈宜蘭濁水溪假橋 設計不周工事遲頓 鐵道部命令中止〉，《臺灣日日新報》，1932年7月23日漢文夕刊4版（繁體中文）。
28. ↑  〈宜蘭濁水溪橋脚 以手按之便能搖動 宜根本重行設計〉，《臺灣日日新報》，1932年7月27日漢文夕刊4版（繁體中文）。
29. ↑  〈假橋竣功〉，《臺灣日日新報》，1933年1月28日3版（日語）。
30. ↑  〈宜蘭濁水溪の『◇◇◇凱旋橋◇◇◇』補強工事で完全な橋と なるか否か注視されてゐる〉，《臺灣日日新報》，1933年3月1日3版（日語）。
31. ↑  〈宜蘭濁水溪兩橋慶成 參會三百餘名〉，《臺灣日日新報》，1933年3月6日漢文8版（繁體中文）。
32. ↑  〈宜蘭濁水溪鐵橋に人道橋添架有望 本年度追加豫算とすべく 岡田財務局長の大奮鬪〉，《臺灣日日新報》，1932年11月12日3版（日語）。
33. ↑  高碧烈、黃富三整理校對、林本源中華文化教育基金會出版：《羅東鄉土資料》，臺北縣，1994年5月，頁94（繁體中文）。原文為1936年羅東公學校編《羅東鄉土資料》（日語）第94頁。
34. ↑  〈宜蘭郡守及街長於岡田局長視察車中 陳情鐵橋竝人道橋〉，《臺灣日日新報》，1932年8月2日漢文夕刊4版（繁體中文）。
35. ↑  〈四十萬圓て濁水溪人道橋 高石組に落つ〉，《臺灣日日新報》，1934年5月11日4版（日語）。
36. ↑  〈宜濁水溪橋卅日興工〉，《臺灣日日新報》，1934年7月3日漢文8版（繁體中文）。
37. ↑  〈宜蘭濁水溪架人道橋〉，《臺灣日日新報》，1934年5月20日漢文8版（繁體中文）。
38. ↑  〈宜蘭濁水溪人道橋 廿五日盛擧開通式 式後在公會堂開祝賀會〉，《臺灣日日新報》，1935年7月27日漢文夕刊4版。（繁體中文）
39. 1 2  中華民國交通部交通研究所. . 臺北市. 1972年10月: 頁237 （中文（臺灣））.
40. ↑  中華民國交通部：中華民國73年《交通年鑑》，臺北市，1985年10月，頁350。（繁體中文）
41. ↑  〈新蘭陽大橋今通車 民眾要求暫緩封閉舊橋 以紓解交通〉，《中國時報》，1991年8月5日，第14版北基宜花縣市新聞。（繁體中文）
42. 1 2  . 《PeoPo公民新聞》. 2010年10月12日  13:44  [2020年6月5日]. （原始内容存档于2020年6月5日） （中文（臺灣））.
43. ↑  臺灣鐵路局，《臺灣鐵路路線圖（西線）》，1965年5月（繁體中文）。
44. ↑  . 公視新聞網. 2025-05-28.（繁體中文）
45. ↑  宜蘭縣文化協會Facebook粉絲專頁. . 2025-06-05 （中文（臺灣））.

## 外部連結
- 〈鐵公路一起成長---台9蘭陽大橋舊線〉，「HSR on Highway」部落格 （页面存档备份，存于）
- 〈老將退役～蘭陽溪鐵橋〉，「小隱隱於宅」部落格 （页面存档备份，存于）